# Juste Rameau de La Cérée
Juste Rameau de La Cérée est un homme politique français né le 15 mars 1748 à Dijon (Côte-d'Or) et mort le 27 novembre 1827 à Mesmont (Côte-d'Or).

## Biographie
Il est le fils aîné de Claude Rameau, contrôleur général du taillon en Bourgogne et Bresse 1730-(1747), et Madeleine Godard.
Propriétaire, administrateur du département, il est élu député de la Côte-d'Or à la Convention. Siégeant avec les modérés, il vote pour la détention de Louis XVI.
Il se marie à Dijon en 1794 avec Françoise Rameau, fille de Maurice Rameau et Bernarde Aubin.
Il passe au Conseil des Cinq-Cents, comme député de l'Aisne, le 23 vendémiaire an IV et quitte le conseil en l'an VI, pour devenir inspecteur forestier.

## Publications
- Et moi, non. Opinion de Just Rameau, député du département de la Cote-d'Or, sur l'affaire du ci-devant roi des français. Imprimée par ordre de la Convention, 1793. Numérisé.